# Egnasia tripuncta
Egnasia tripuncta är en fjärilsart som beskrevs av Swinhoe 1895. Egnasia tripuncta ingår i släktet Egnasia och familjen nattflyn. Inga underarter finns listade i Catalogue of Life.